# Trasil d'Argos
Trasil (en grec antic: Θράσυλλος, llatí: Thrasyllus) o Trasil (en grec antic: Θράσυλος, llatí: Thrasylus) fou un general d'Argos que va viure al segle v aC. Va ser un dels cinc generals elegits per la comunitat argòlida quan el país va ser envaït per Agis II d'Esparta l'any 418 aC.
Agis va poder situar una divisió entre l'exèrcit argiu i la ciutat, tallant la comunicació entre les dues parts mentre la seva rereguarda i el seu flanc eren amenaçats per dues altres divisions. Trasil, veient que estava en mala posició, va demanar una entrevista amb Agis i va aconseguir una treva de quatre mesos. Trasil i el seu col·lega Alcífron, que van negociar aquest acord, no tenien el permís del govern, que pensava que obtindria una fàcil victòria sobre els espartans. Quan els ciutadans d'Argos van saber la iniciativa, van portar Trasil a cops de pedra davant d'una cort de justícia que es va celebrar fora de les muralles quan l'exèrcit tornava d'una expedició. El general es va salvar només perquè es va refugiar a temps en un altar, però va ser castigat amb la confiscació dels seus béns, segons que diu Tucídides.